# دارتمور
الدارتمور (بالفرنسية: Dartmoor)‏؛ سلالة من السلالات التسع الأساسية من المهور البريطانية وأصله من تلة في جنوب غرب بريطانيا.

## جسمه

### طوله
الدارتمور مهر متوسط الطول، الذي يقارب مترًا و22 سنتمترًا.

### جلده
يكون إما بنيًا أو أسودًا.

### شكله
له أرجل متينة ورأس صغير وجبهة عريضة وأكتاف ممتازة مما جعله أحد الخيول المختارة لرياضة القفز على الحواجز.

### شخصيته
ذكي، لطيف وحركي.